# Phellinus chryseus
Phellinus chryseus är en svampart som först beskrevs av Joseph-Henri Léveillé, och fick sitt nu gällande namn av Leif Ryvarden 1980. Phellinus chryseus ingår i släktet Phellinus och familjen Hymenochaetaceae.   Inga underarter finns listade i Catalogue of Life.